# Familienheim-Genossenschaft Zürich
Die Familienheim-Genossenschaft Zürich (FGZ) ist eine im Zürcher Stadtteil Friesenberg verwurzelte Baugenossenschaft, welche preisgünstige Wohnungen für alle Generationen erstellt und vermietet. Der Fokus der FGZ liegt bei Haushalten mit Kindern sowie bei Wohnangeboten für die Nach-Kinderphase.
Für die Stadt Zürich stellt sie ein städtebauliches Ensemble dar, bei dem das Modell der Gartenstadt räumlich, sozial, funktional und ästhetisch verwirklicht wurde und bis heute (2021) in einzigartiger Weise erfahrbar ist. Das nicht geschützte Kulturgutensemble ist schweizweit bedeutend und wird in der Fachwelt als hoch schützenswert eingeschätzt.

## Gartenstadt Friesenberg

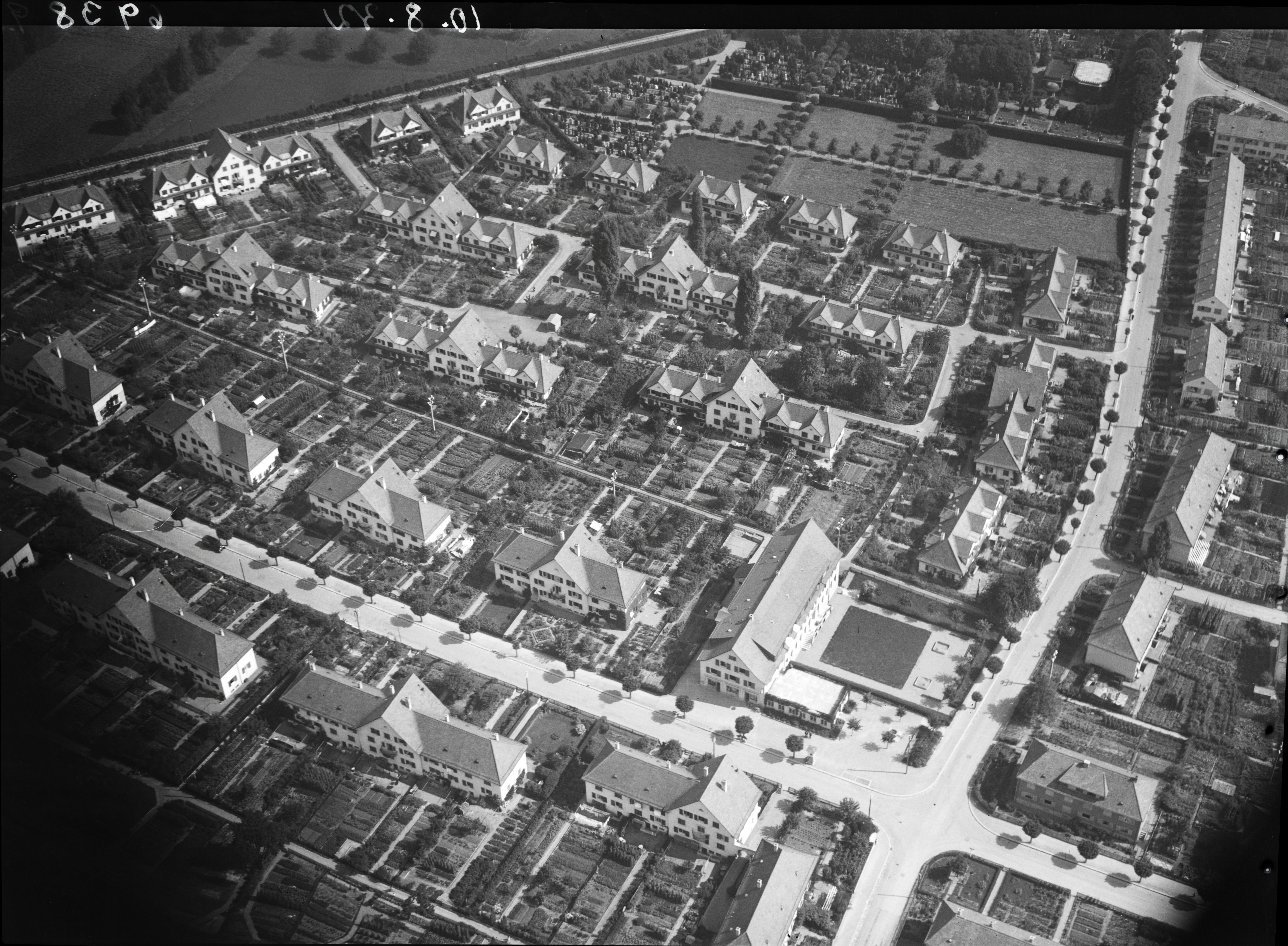
Familienheim-Genossenschaft: 1. und 2. Etappe (1932)

Die FGZ wurde, mit den englischen Gartenstädten als Vorbild, 1924 gegründet. Die heute 25 Siedlungen wurden im Verlaufe der Jahrzehnte abschnittsweise erstellt. Die ältesten davon stammen aus den Jahren 1925 bis 1934. Eine zweite Bauphase folgte ab 1943 und dauerte bis Anfang der 1970er Jahre. Ab den 1980er Jahren wurden nebst verschiedenen Neubauten auch Ersatzneubauten für die bisherigen Siedlungen erstellt.
Zur «Gartenstadt Friesenberg» gehören 155 Mehrfamilienhäuser und 860 Einfamilienhäuser mit insgesamt 2'291 Wohnungen sowie zehn Schul- und Geschäftshäuser. Sie hat ein weitgehend autofreies inneres Wegnetz und Gärten mit grosser Biodiversität. Die FGZ zählt zu den grössten und ältesten Baugenossenschaften der Schweiz, mit der Besonderheit, dass sich praktisch alle Wohnobjekte am Friesenberg befinden und sie somit den Stadtteil massgeblich prägt.
Der von der Genossenschaft und der Stadt Zürich 2016 veröffentlichte Masterplan sieht den Abriss und eine dichtere Überbauung vor. Restlos verschwinden sollen auch der historische Kern der Gartenstadt mit den Gründungsetappen I und II (Architekt Fritz Reiber) sowie die Etappen 5 und 6 «Klein- und Grossalbis» (Architekt Heinrich Peter, Etappen 3 bis 9 und Genossenschaftshaus), die für die Schweiz als architekturhistorisch einmalige Werke des Neuen Bauens gelten, vergleichbar mit der Werkbundsiedlung Neubühl.
Das Bundesgericht hat mit Urteil vom 25. August 2020 entschieden, dass die beiden Gründeretappen der FGZ erhalten bleiben müssen.

## Bauetappen mit Baujahr

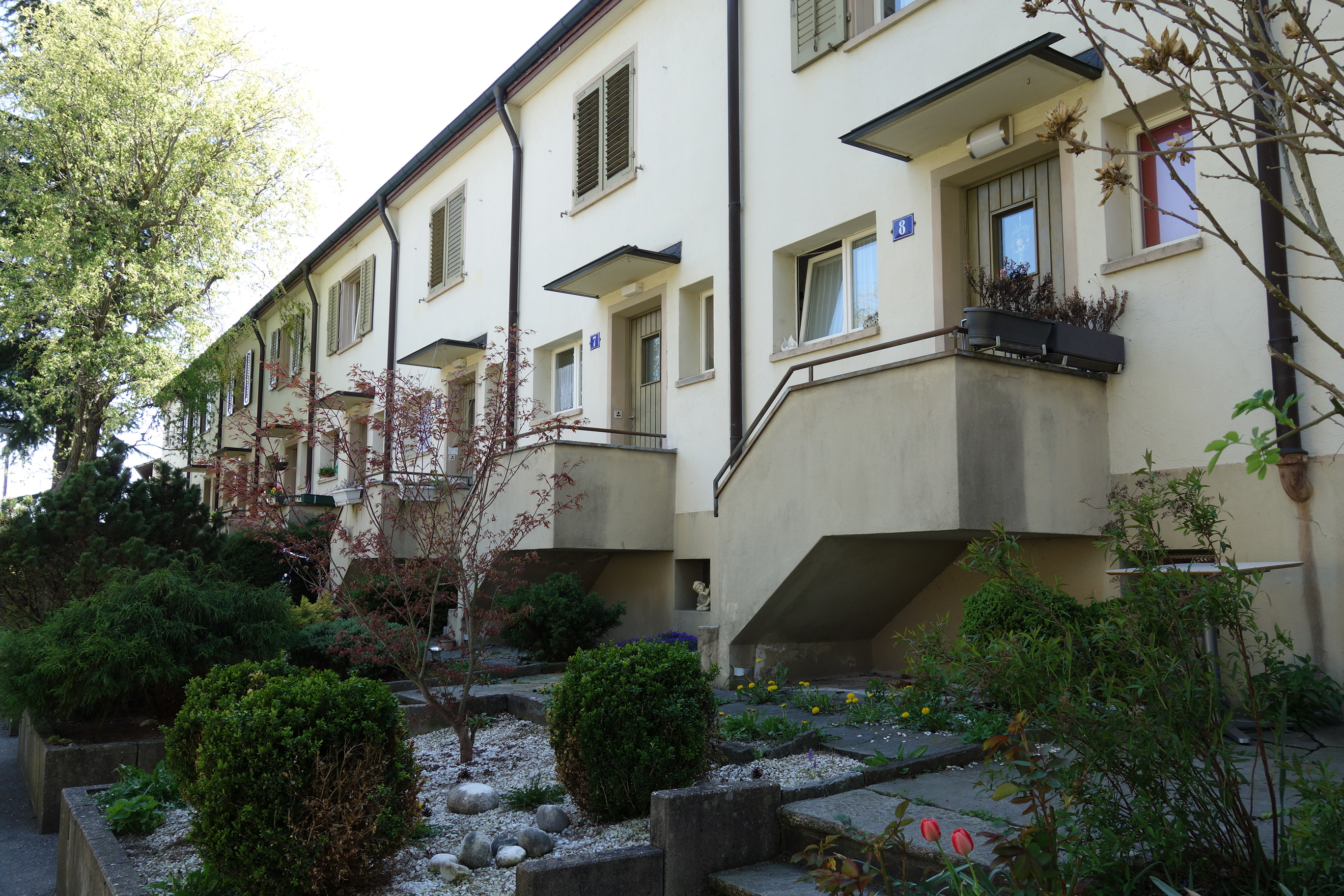
«Grossalbis» Baujahr 1933 (2018)

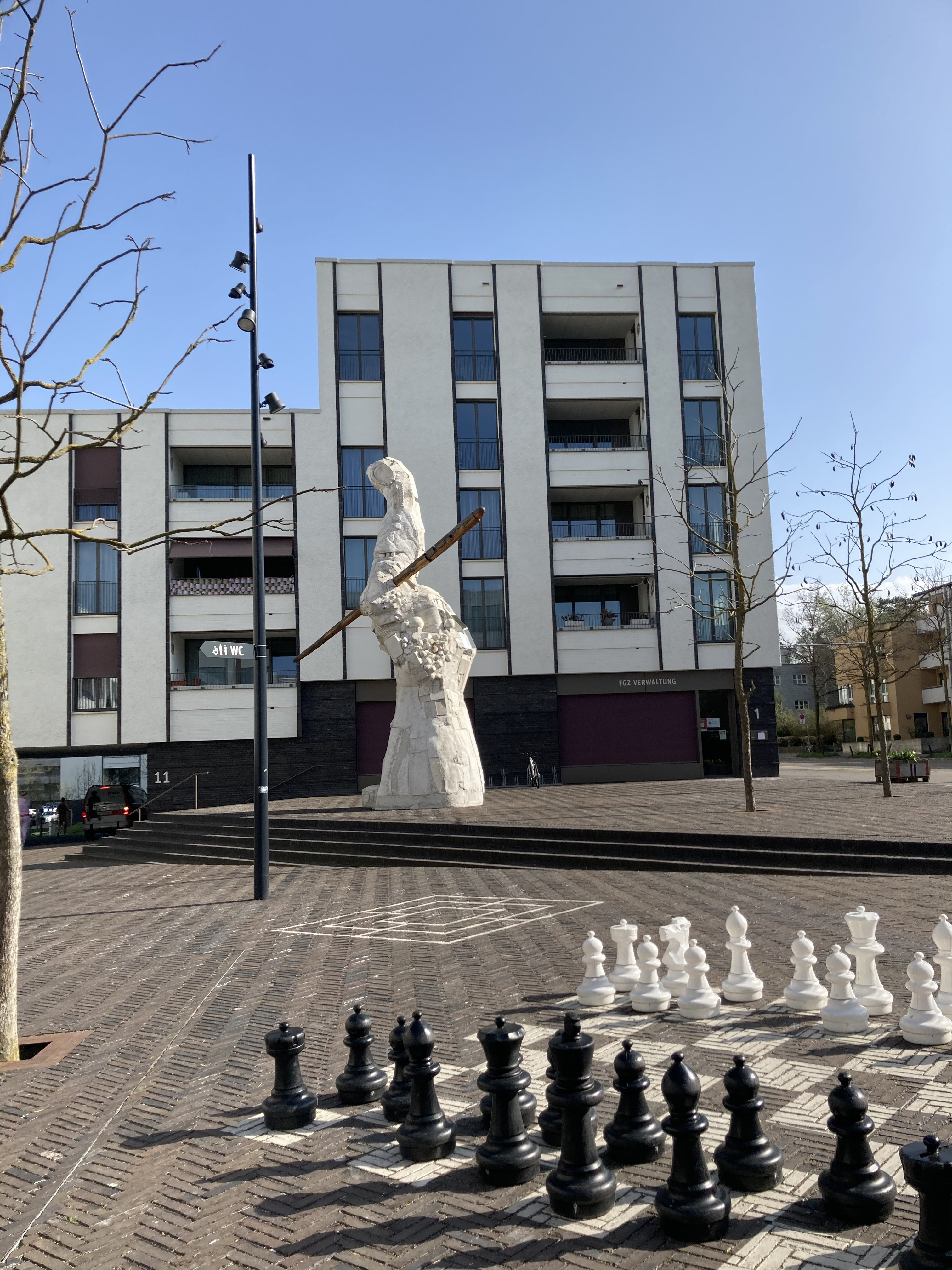
Skulptur vom Künstlerduo A. Lutz & A. Guggisberg am Friesenbergplatz 1 in 8045 Zürich, bei der FGZ-Verwaltung. Im Vordergrund: Schachfiguren und Spielfeld. (Bild: 2021)

Einfamilien-/Reihenhäuser = EF und Wohnungen = Whg
- 1 Pappelstrasse 1925 (EF 56, Whg. 21)⊙
- 2 Schweighofstrasse Nord 1926 (EF 29, 38 Whg.)⊙
- 3 Grünmatt 1929, Ersatzneubau 2014 (EF 59, Whg. 96)⊙
- 4 Staffelhof 1929 (EF 59)⊙
- 5/6 Kleinalbis 1931 (EF 97)⊙
- 7 Schweighofstrasse Mitte 1932, Ersatzneubau 1989 (Whg. 60)⊙
- 8 Grossalbis 1933 (EF 74)⊙
- 9 Schweighofstrasse Süd 1934 (EF 27)⊙
- 10 Unterer Schweighof II 1940er, Ersatzneubau 1999 und 2005 (Whg. 28)⊙
- 11 Unterer Schweighof I 1940er, Ersatzneubau 1998 (Whg. 95)⊙
- 12 Rossweidli, Langweid 1943 (EF 89)⊙
- 13 Arbental 1944 (EF 142)⊙
- 14 Bernhard-Jaeggi-Weg 1945 (EF 129)⊙
- 15 Schweigmatt 1948 (EF 11, Whg. 102)⊙
- 16 Adolf-Lüchinger-Strasse 1952 (EF 90, Whg. 79)⊙
- 17 Hegianwandweg 1952 (Whg. 87)⊙
- 18 Rossweidli 1954 (Whg. 99)⊙
- 19 Arbental II 1959 (Whg. 418)⊙
- 20 Friesenberghalde 1969 (Whg. 162)⊙
- 21 Verwaltungsgebäude 1971 (Whg. 2)⊙
- 22 Blumenhaus 1976 (Whg. 22)⊙
- 23 Manessehof 1984 (Whg. 43, ausserhalb Friesenberg)[7]⊙
- 24 Brombeeriweg 2003 (Whg. 74)⊙
- 25 Quartierzentrum Friesenberg 2019 (Whg. 101)